# Palais Schardt

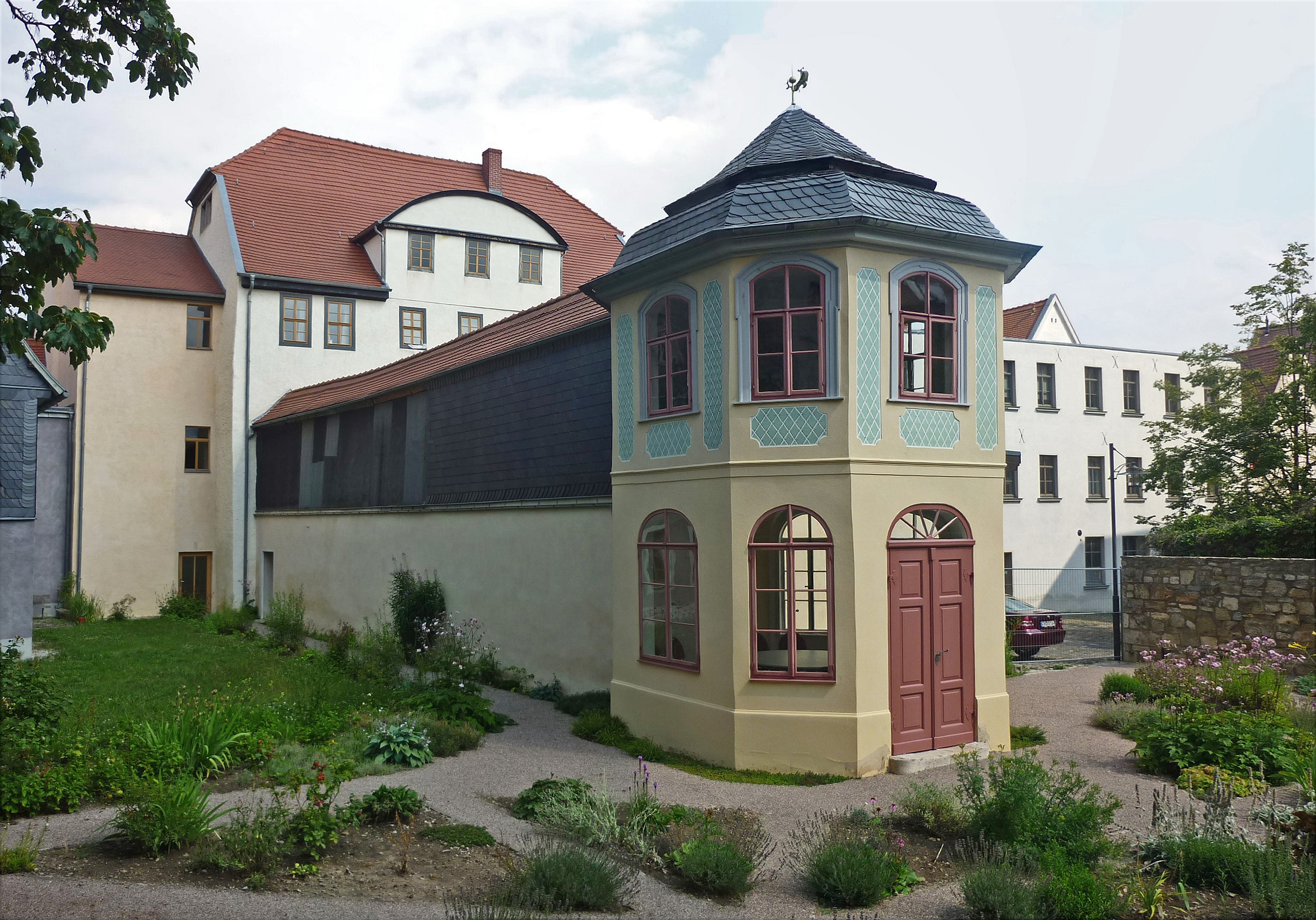
Palais Schardt

Das Palais Schardt in der Scherfgasse 3 in Weimar wurde nach dem einstigen Besitzer Johann Wilhelm Christian von Schardt (um 1711–1790) so genannt, dem Vater der Charlotte von Stein. Schardt war Kammerjunker und Hofmarschall.

## Geschichte
In diesem Hause verbrachte Charlotte von Stein ihre Kindheit und Jugend. Bevor Schardt dieses Palais zugewiesen bekam, war dieses das Schwarzenfelsische Haus. Dieses Gebäude ist älter, der Verbindungsgang zum Pavillon ist dem Rokoko zugehörig. Schardt ließ die alten Gemäuer nach seinen standesgemäßen Wunschvorstellungen umbauen, was Unsummen verschlang. Abgesehen davon lebte Schardt über seinen Verhältnissen. Der markante Pavillon wird Goethepavillon genannt. Das wiederum ist kein Zufall, denn in diesem Pavillon waren sich Charlotte von Stein und Goethe am 11. November 1775 erstmals begegnet. Damit ist dieser Pavillon Ausgangspunkt einer innigen Freundschafts- und später Liebesbeziehung. Bemerkenswert ist auch der Garten um den Pavillon, der Duftgarten genannt wird. Der Pavillon wiederum war namensgebend für die Pavillon-Presse Weimar. Im Palais Schardt befindet sich die historische Spielzeugsammlung von Hannelore Henze. In unmittelbarer Nachbarschaft befindet sich die Kleine Teichgasse 8, in welcher sich die Landschaftskasse befand und zeitweilig auch Josias von Stein wohnte.
Das Gebäude wird sowohl als Café als auch als Museum genutzt. Es finden dort auch Veranstaltungen statt. Das Palais Schardt befindet sich nicht in öffentlicher Trägerschaft, sondern wird privatwirtschaftlich betrieben.
Die gesamte Scherfgasse und damit dieses Gebäude steht auf der Liste der Kulturdenkmale in Weimar.